# Monomeria barbata
Monomeria barbata, thường gọi là "Kam Pu Ma" theo tên Thái, là một loài phong lan. Nó mọc ở khu vực rừng mưa có độ cao 1600-2000 mét trên mực nước biển. Nó thường được sử dụng làm thuốc Trung Y chữa bệnh ho, lao.
Monomeria barbata ban đầu được phát hiện ở Nepal. Loài này ngày hiếm trong tự nhiên. Nó được tìm thấy ở rừng mưa Miến Điện, Nepal, Việt Nam, đông bắc Ấn Độ, Trung Quốc (Vân Nam và Tân Cương) và Thái Lan .